# Doğan Türk Birliği SK
Doğan Türk Birliği SK is een voetbalclub uit Girne in de Turkse Republiek Noord-Cyprus.
De club is opgericht in 1938 en speelt haar thuiswedstrijden in het Atatürk Stadion. De clubkleuren zijn geel en blauw

## Erelijst
- Birinci Lig: 1956, 1957, 1959, 1991, 1992, 1994, 2010
- Turks-Cypriotische beker: 1978
- İkinci Lig: 2009

Alsancak · Baf Ülkü Yurdu · Binatlı · Cihangir · Çetinkaya · Doğan Türk Birliği · Düzkaya Kültür Ocağı · Gençlik Gücü · Göçmenköy İdman Yurdu · Gönyeli · Hamitköy · Küçük Kaymaklı · Lefke · Mağusa Türk Gücü · Türk Ocağı · Yenicami